# Kang Soo-yeon
Kang Soo-yeon (kor. 강수연, ur. 18 sierpnia 1966 w Seulu, zm. 7 maja 2022 tamże) – południowokoreańska aktorka filmowa.
5 maja 2022 roku Kang została znaleziona nieprzytomna w swoim domu w południowym Seulu przez ratowników. Poinformowali, że doznała zatrzymania akcji serca z powodu krwotoku mózgowego. Została natychmiast przetransportowana do lokalnego szpitala Gangnam Severance Hospital, gdzie została przyjęta na OIOM w stanie śpiączki. Po dwóch dniach leczenia w szpitalu zmarła o godzinie 15:00 7 maja 2022 roku.

## Filmografia
- 1983: Gogyosaeng ilgi
- 1987: Zastępcza matka
- 1987: Urineun jigeum genevaro ganda jako Sun Na-jung
- 1988: Eob
- 1989: Aje aje bara aje
- 1990: Churakhaneun geos eun nalgaega itda
- 1992: Geudae an-ui blue
- 1993: Western Avenue
- 1993: Geu yeoja, geu namja jako Eun
- 1998: Chunyudle-ui jeonyuksiksah jako Ho-jung
- 1999: Song-o jako Jung-hwa
- 2001: Yeoin cheonha jako Jung Nan-jung (serial)
- 2003: Seokkeul jako Oh Hyeon-ju
- 2006: Hanbando jako cesarzowa Myeongseong
- 2007: Geomen tangyi sonyeo oi
- 2011: Da-bit gil-eoolligi jako Ji-won
- 2013: Juri jako Soo-yeon
- 2022: Jung_E jako Seo-hyun

## Nagrody
| Rok  | Nagroda                          | Kategoria                                                | Wynik   |
| ---- | -------------------------------- | -------------------------------------------------------- | ------- |
| 1983 | 20. Baeksang Arts Awards         | Najlepsza nowa aktorka filmowa (Gogyosaeng ilgi)         | Wygrana |
| 1987 | 44. MFF w Wenecji                | Puchar Volpiego dla najlepszej aktorki (Zastępcza matka) | Wygrana |
| 1987 | 26. Grand Bell Awards            | Najlepsza aktorka (Urineun jigeum genevaro ganda)        | Wygrana |
| 1988 | Nantes Three Continents Festival | Najlepsza aktorka (Zastępcza matka)                      | Wygrana |
| 1989 | 27. Grand Bell Awards            | Najlepsza aktorka (Aje aje bara aje)                     | Wygrana |
| 1989 | MFF w Moskwie                    | Najlepsza aktorka (Aje aje bara aje)                     | Wygrana |
| 1990 | 26. Baeksang Arts Awards         | Choice Award (Churakhaneun geos eun nalgaega itda)       | Wygrana |
| 1990 | 28. Grand Bell Awards            | Najlepsza aktorka (Churakhaneun geos eun nalgaega itda)  | Wygrana |
| 1992 | 28. Baeksang Arts Awards         | Najlepsza aktorka (Gyeongmajang ganeun kil)              | Wygrana |
| 1992 | 13. Blue Dragon Film Awards      | Najlepsza aktorka (Gyeongmajang ganeun kil)              | Wygrana |
| 1992 | 3. Chunsa Film Art Awards        | Najlepsza aktorka (Gyeongmajang ganeun kil)              | Wygrana |
| 1993 | 17. Hwang-geumchwal-yeongsang    | Fox Choice Award (Geudae an-ui blue)                     | Wygrana |
| 1994 | 30. Baeksang Arts Awards         | Nagroda popularności                                     | Wygrana |
| 1994 | 32. Grand Bell Awards            | Nagroda popularności                                     | Wygrana |
| 2000 | 36. Baeksang Arts Awards         | Najlepsza aktorka (Song-o)                               | Wygrana |
| 2001 | SBS Drama Awards                 | Wielka nagroda (daesang) (Yeoin cheonha)                 | Wygrana |